# Apol·lodor de Pèrgam
Apol·lodor de Pèrgam (grec antic: Ἀπολλόδωρος) va ser un retòric grec fundador i director d'una escola de retòrica anomenada Ἀπολλοδωρειος αἵρεσις que es va oposar a una altra escola oberta per Teodor de Gàdara, l'anomenada Θεοδώρειος αἵρεσις.
Ja d'edat avançada va ensenyar retòrica a Apol·lònia, on va tenir de deixeble el jove Gai Octavi, i es va fer amic seu. Altres deixebles destacats van ser Gai Valgi i Dionisi Àtic (o Vipsani Àtic, o tots dos), que van recollir les seves teories sobre oratòria. Apol·lodor va escriure poc. Quintilià li atribueix una obra, Tέχνη o Ars, on tractava de l'oratòria només davant dels tribunals de justícia. Llucià diu que va morir amb 82 anys.